# Растіньяк
Ежен де Растінья́к (фр. Eugène de Rastignac) — один із центральних героїв роману «Батько Горіо» (1834), а також деяких інших романів епопеї «Людська комедія» Оноре де Бальзака, юний провінціал, котрий, поступово втрачаючи ідеалістичні ілюзії, перетворюється в паризьку світську людину, готову на все заради грошей.
Растіньяк — старший син барона і баронеси де Растіньяк — народився в замку Растіньяк, у департаменті Шарант, у 1797 році; приїхавши в Париж у 1819 році з метою вивчати право, оселився в пансіоні Воке, познайомився там із біглим каторжником Жаком Колленьо, що ховалися під ім'ям Вотрена, і подружився зі студентом-медиком Орасіо Б'яншон. Растіньяк полюбив пані Дельфіну де Нусинген якраз у ту пору, коли її покинув коханець де Марсі; Дельфіна — дочка пана Горіо, колишнього Вермішельника, який жив з Растіньяком в одному пансіоні, і якого Растіньяк поховав за свій рахунок.
Растіньяк — один з левів вищого світу — зближується з багатьма молодими людьми свого часу. Він видає заміж обох своїх сестер: одну — за Марсіаль де ла Рош-Югона, денді часів Імперії, одного з дійових осіб «Подружнього щастя», іншу — за міністра. Його молодший брат Габріель де Растіньяк, секретар єпископа Лімозька, у 1832 році призначається єпископом («Дочка Єви»).
Нащадок старовинного дворянського роду, Растіньяк все ж приймає після  Липневої революції пост помічника статс-секретаря в міністерстві де Марсі («Сцени політичного життя») і робить швидку кар'єру, в 1832 році він займає видатний державний пост («Таємниці княгині де Кадиньян»); у 1836 році, після банкрутства банкірського дому Нусинген («Банкірський будинок Нусинген»), яке збагатило Растиньяка, він має вже 40 000 франків річного доходу; в 1838 році він одружується на Августі Нусинген, дочці своєї колишньої коханої Дельфіни, яку він безсовісно обібрав; в 1839 році Растіньяк стає міністром фінансів і отримує титул графа; в 1845 у він — пер Франції, його щорічний дохід — 300 000 франків («Кузина Бетта», «Депутат від Арсі»).
Знамениті слова Растиньяка, з якими він звертається до Парижа: «À nous deux!» — «А тепер — хто переможе: я або ти!».
У сучасній французькій мові «Растіньяк» стало прозивним ім'ям, що означає щасливого вискочку.